# Insufficienza respiratoria acuta

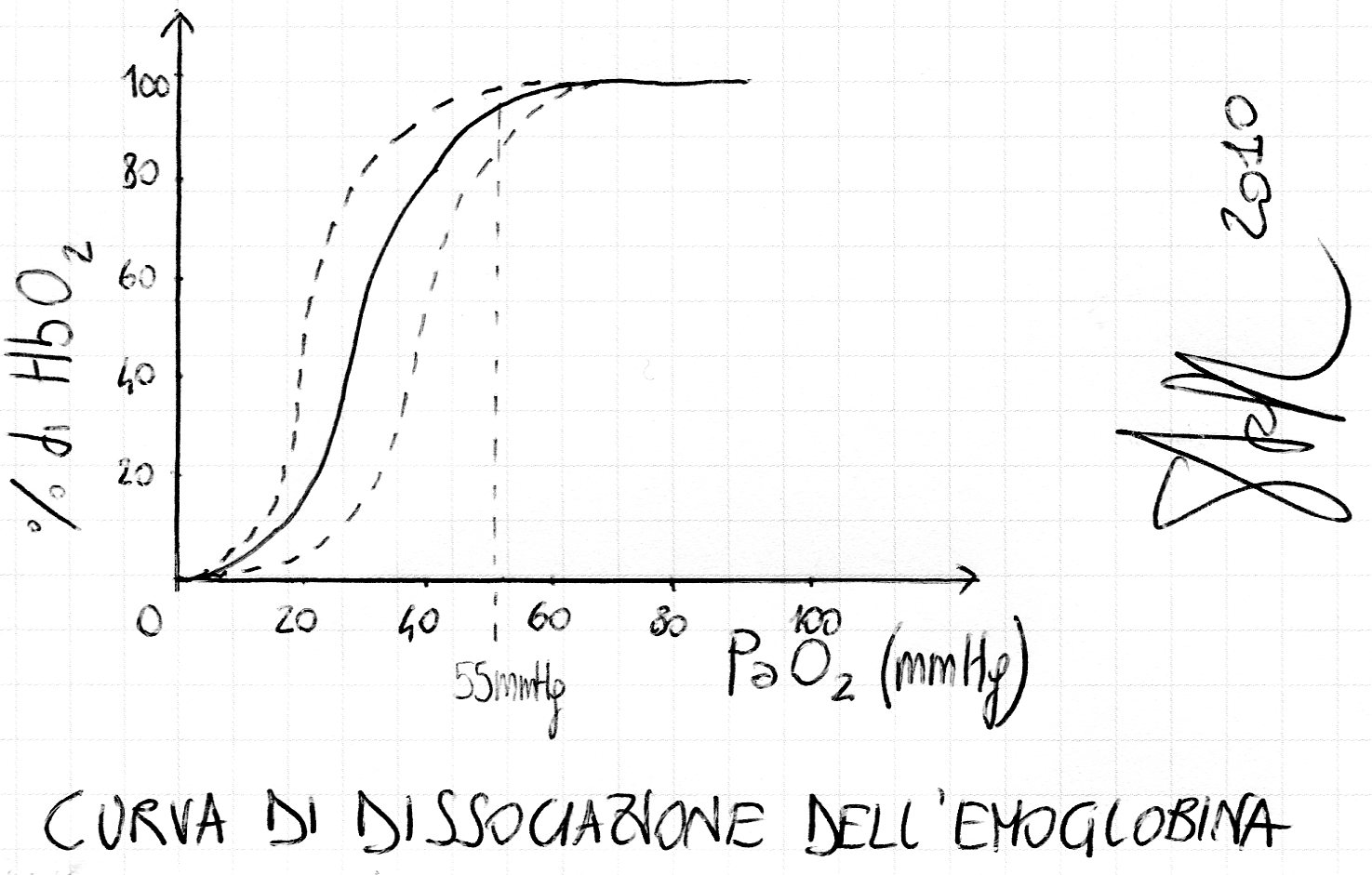
FIG.1

L'insufficienza respiratoria acuta si verifica quando in presenza di una disfunzione del sistema respiratorio, circolatorio, un'anemia o una intossicazione con CO, in caso alte quote,  si verifica una  significativa alterazione degli scambi gassosi, che può portare anche alla morte.
Il termine "acuta" si riferisce al fatto che questa sostanziale alterazione si sviluppa in un periodo di tempo relativamente breve (da ore a giorni). Per  sistema respiratorio non vengono intese solo le strutture anatomiche comprendenti il polmone e le vie aeree, ma tutte quelle che influiscono sugli scambi respiratori come il sistema nervoso centrale, che regola la frequenza respiratoria, e le strutture muscolo-scheletriche del torace, responsabili dell'atto della ventilazione (da non confondere con il termine di  respirazione che generalmente indica il processo di distribuzione di ossigeno ai tessuti e la rimozione dagli stessi di anidride carbonica). 
Anche alterazioni periferiche, quali l'avvelenamento da monossido di carbonio e la sepsi, possono condurre ad un'insufficienza respiratoria acuta.
È importante che l'alterazione respiratoria sia  significativa, deve cioè rappresentare una sostanziale modificazione rispetto alle condizioni respiratorie di partenza del soggetto; ad esempio un individuo affetto da insufficienza respiratoria cronica possiede dei valori di gas ematici alterati rispetto alla norma, ma la cronicità di tali alterazioni permette al soggetto di compensare almeno in parte queste disfunzioni, tuttavia questi soggetti saranno vulnerabili ad insulti che invece verrebbero ben tollerati da individui precedentemente sani.
La riduzione del contenuto ematico di ossigeno nel sangue può raggiungere livelli tali da provocare dei danni d'organo. Il valore di PaO2 (pressione parziale di ossigeno nel sangue periferico) al di sotto del quale tale rischio incrementa significativamente è di 55 mmHg. Questo valore corrisponde infatti a quello in cui la curva di saturazione dell'emoglobina presenta una pendenza tale per cui ulteriori riduzioni della PaO2 portano a rapido decremento della quantità di emoglobina satura di O2 e quindi di contenuto ematico di ossigeno.
Tuttavia questo è un valore assolutamente arbitrario, è importante infatti considerare la capacità che ha il soggetto di cedere l'ossigeno ai tessuti, che normalmente permette di compensare casi in cui il soggetto riceva meno O2 dai polmoni, al contrario nel caso in cui la curva di associazione-dissociazione dell'emoglobina sia spostata verso sinistra (riduzione della temperatura, della PaCO2, degli idrogenioni o del 2,3-bisfosfoglicerato) l'ossigeno sarà legato più tenacemente all'emoglobina e sarà quindi rilasciato ai tessuti con maggior difficoltà (fig.1).
Non ha dunque senso definire l'insufficienza respiratoria acuta solo in base ai valori dei gas ematici, bisogna invece inquadrare tali valori nelle condizioni di partenza del soggetto.

## Fisiopatologia dell'ipossiemia
La riduzione della PaO2 può essere dovuta a 5 meccanismi principali:
1. riduzione della pressione parziale di ossigeno inspirata (per esempio ad alte quote o se si respira una miscela di gas con una ridotta percentuale di ossigeno)
2. ipoventilazione
3. alterazione del rapporto ventilazione/perfusione (V/Q)
4. shunt ematico (si divide in anatomico e funzionale)
5. alterata diffusione di O2 (dagli alveoli ai capillari ematici)

L'ipoventilazione e l'alterazione di V/Q sono le cause più frequenti di insufficienza respiratoria acuta che si distingue in 2 tipi a seconda dei valori emogasanalitici.

## Tipi di insufficienza respiratoria

### Tipo 1
Ipossiemica, ipo- o normocapnica. Causata dall'inondamento alveolare con conseguente alterazione del fisiologico rapporto ventilazione/perfusione.

### Tipo 2
Ipossiemica, ipercapnica. Causata da ridotta ventilazione alveolare con conseguente incapacità di eliminare anidride carbonica.

## Patologie causali
Disfunzionali polmonari:
- asma
- enfisema polmonare
- BPCO
- polmonite
- pneumotorace
- contusione polmonare
- emotorace
- ARDS
- fibrosi cistica

Disfunzionali cardiache:
- edema polmonare
- ictus
- aritmie
- insufficienza cardiaca congestizia
- patologie valvolari

Altre:
- affaticamento da iperventilazione nell'acidosi metabolica
- intossicazioni da sostanze (oppiacei, benzodiazepine), ecc...)
- malattie neurologiche
- Toxic Epidermal Necrolysis

## Diagnosi
- Anamnesi: presenza di patologie potenzialmente causali (BPCO, polmoniti, scompenso cardiaco, ecc...), segni e sintomi di interessamento del sistema nervoso centrale (irritabilità, agitazione, alterazioni della personalità, alterazione dello stato di coscienza, coma), segni e sintomi di interessamento del sistema cardiovascolare (aritmie, ipertensione, ipotensione), tosse ed espettorazione (può indicare una polmonite sottostante), dolore toracico (tromboembolia/infarto polmonare), dispnea, cianosi.
- Esame fisico: può essere normale nei casi di danno polmonare acuto o tromboembolismo polmonare ma più spesso il sintomo cardine è la dispnea con utilizzo dei muscoli respiratori accessori. Spesso riflette la patologia sottostante come polmonite (infettiva o ab ingestis), sepsi o trauma.
- Emogasanalisi: permette di valutare la presenza e il grado di ipossiemia, la presenza di ipoventilazione (aumento della PaCO2), la differenza tra PAO2 e PaO2 così da chiarire se l'ipossia è esclusivamente causata dall'ipoventilazione o se bisogna indagare un'eventuale alterazione V/Q o uno shunt.

L'ipoventilazione è principalmente causata da alterazioni del sistema nervoso centrale o della parete toracica.
L'alterazione del rapporto ventilazione-perfusione è causata più frequentemente da BPCO, asma acuto severo ed embolia polmonare.
Lo shunt è dovuto principalmente a processi occupanti lo spazio intra-alveolare (edema polmonare cardiogeno, ARDS, polmonite purulenta) meno comunemente possono essere responsabili shunt da difetti intracardiaci o intrapolmonari (RX torace ed ecocardiografia permettono di discriminare lo shunt funzionale da quello anatomico).
- Esami ematici e urine: emocromo completo con piastrine, chimica completa, PT, altri eventuali esami ematici indicati dalla sospetta patologia causale.
- Rx torace: se normale la diagnosi può orientarsi verso una forma di BPCO o di asma; in caso di riscontro di opacità localizzata la causa più frequente è la polmonite, ma vanno considerati anche l'embolia e l'infarto polmonare; un interessamento diffuso, bilaterale dell'opacità può indicare la presenza di edema polmonare cardiogeno, sepsi, trauma o polmonite bilaterale.
- TC: può rendersi necessaria una TC torace nel caso di RX torace non chiaro (nel sospetto di tromboembolia polmonare la TC spirale è l'esame diagnostico di conferma, in caso di controindicazioni all'uso del mezzo di contrasto è indicata la scintigrafia polmonare perfusionale), TC addome per ricercare un eventuale focolaio infettivo in caso di sepsi e danno polmonare acuto, TC encefalo se si sospetta ictus interessante i centri respiratori.

## Terapia
I capisaldi della terapia dell'insufficienza respiratoria acuta sono: migliorare l'ipossiemia, correggere l'acidosi, stabilizzare la gittata cardiaca, trattare la patologia causale ed evitare le possibili complicanze.
La PaO2 può essere aumentata tramite somministrazione di supplementi di O2 mediante sistemi non invasivi (maschere, CPAP) e invasivi (intubazione). Di norma è bene preferire i primi per ridurre il rischio di polmonite nosocomiale (soprattutto negli immunodepressi e per permettere al paziente di nutrirsi e parlare.)